# Hemera
Hemera er gudinde for dagen. Hemera er datter af Nyx (nattens mørke) og Erebos (underverdenens mørke). 
Både Nyx og Erebos var blandt den første generation af væsner, der kom ud af Chaos. Chaos er den store intethed og det, der først var. Chaos' børn var Gaia (Jorden), Tartaros (underverdenen), Nyx (nattens mørke), Erebos (underverdenens) og Eros (seksuel kærlighed). Eros førte Nyx og Erebos sammen, og sammen fik de Hemera, dagens gudinde, og Aither (lyset). 